# 滿宮輝仁親王
滿宮輝仁親王（みつのみやてるひとしんのう、1893年11月30日—1894年8月17日）、日本皇族明治天皇第五皇子。母為園祥子。1893年12月7日、宮内大臣土方久元子爵之名為命名作為告示提供。徽印印號不詳。
本来作為直宮家當主立場，不過因夭折而未興辦宮家。葬儀當日發布歌舞音曲停止。